# 沙泰尼耶 (路易斯安那州)
沙泰尼耶（英語：Chataignier）是美国路易斯安那州下属的一座村镇。根据2010年美国人口普查，该市有人口364人。建置上，属于“village”。